# Recupero delle opere di Aristotele nell'Occidente latino

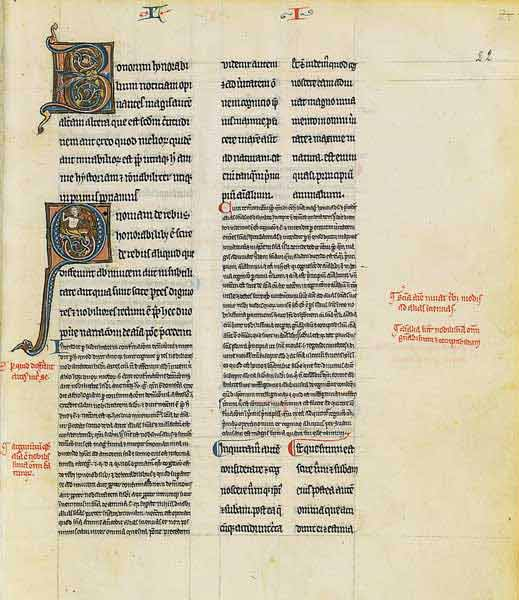
Commentario di Averroè sul De Anima, in un manoscritto francese del tardo Duecento

Il recupero delle opere di Aristotele fu un fenomeno di ricezione culturale del pensiero aristotelico che si realizzò nell'Occidente latino, in epoca medievale, attraverso la copia o la traduzione in latino della maggior parte (circa il 95%) delle opere aristoteliche dal greco o dall'arabo. Il recupero durò all'incirca un secolo, dalla metà del XII fino alla metà del XIII secolo, e determinò la copia o la traduzione di oltre 42 testi, compresi alcuni scritti in arabo dei Mori, mentre invece le precedenti versioni latine contemplavano la diffusione di due sole opere: le Categorie e Sull'Interpretazione (De Interpretatione).
La mancanza di traduzioni latine era dovuta a molteplici fattori, il limitato accesso ai testi greci, la scarsità di papiro (a causa dell'interruzione dei commerci con l'Egitto), non ancora sostituito dalla pergamena, e l'esiguo numero di persone che sapessero leggere il greco antico. Il recupero delle opere aristoteliche è ritenuto un avvenimento fondamentale per la filosofia medievale, che valorizzò notevolmente l'aristotelismo. Siccome alcune nuove traduzioni restituivano un'immagine di Aristotele come filosofo che poteva spingere i cristiani su posizioni eretiche, diverse personalità del cristianesimo per decenni furono propense ad avversarle, come i teologi dell'Università di Parigi, che inserirono le opere dello Stagirita negli elenchi dei libri interdetti (condanne del 1210-1277). Verso la fine di questo periodo, Tommaso d'Aquino, nella sua Summa Theologica, riuscì a riconciliare i punti di vista discordanti tra Aristotelismo e Cristianesimo. Sulla scia dell'Aquinate, altri importanti teologi ed esponenti religiosi mostrarono di vedere con favore alcune opere aristoteliche rinvenute, il che spianò la strada per il riconoscimento e l'insegnamento dei libri interdetti in passato.

## Contesto storico

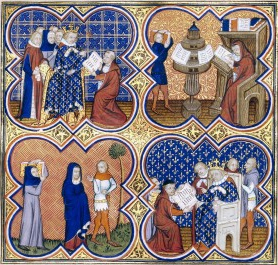
Carlo V il Saggio, re di Francia, ordina la traduzione di Aristotele. Miniatura dal prologo della traduzione di Nicola d'Oresme (Etica, Politica, Economia)

Nel IV secolo il grammatico romano Mario Vittorino tradusse due opere logiche aristoteliche: le Categorie e Sull'Interpretazione (De Interpretatione). Poco più di un secolo dopo la quasi totalità dei libri di logica del filosofo greco, fatta eccezione per gli Analitici secondi, diventò disponibile in latino grazie alle traduzioni di Severino Boezio. Tuttavia, fino al XII secolo circolarono soltanto le traduzioni boeziane delle Categorie e Sull'Interpretazione.
Nello stesso periodo, nel Vicino Oriente alcuni studiosi siri, quasi tutti cristiani nestoriani o monofisiti, tradussero dal greco in siriaco le opere dello Stagirita e quelle di altri filosofi e scienziati greci (tra cui Galeno ed Ippocrate). I primi in ordine di tempo furono Sergio di Reshaina († 536) e Paolo il Persiano. Attanasio di Balad e Giacobbe di Edessa sono considerati i maestri della traduzione in siriaco dei testi greci. Ad essi vanno aggiunti Severo Sebokht, attivo nella Scuola di Nisibi, e Proba.
A partire dall'VIII secolo buona parte di queste opere furono tradotte dal siriaco all'arabo e arricchite di commentari da un folto gruppo di traduttori anch'essi in larga maggioranza cristiani nestoriani o melkiti. I più importanti di questi traduttori furono Abū Bishr Mattā (ossia Matteo, siro), Hunein Bit Ishak (siro), Qusta ibn Luqa (melkita), Thābit ibn Qurra (siro), Yahya Ibn al-Batriq e Salmawaih ibn Bunan.
La maggior parte delle opere di Aristotele fu tradotta in latino solo alcuni secoli più tardi, a partire dalla metà del XII secolo. Per primi furono tradotti gli scritti di logica, che andarono a completare le traduzioni boeziane delle Categorie e del De Interpretatione. Poi fu la volta della Fisica, seguita dalla versione latina della Metafisica e da quella delle rimanenti opere. Le traduzioni di Boezio costituiscono la Logica vetus, mentre la Logica nova sono gli scritti di Aristotele che giunsero in Occidente dopo il 1100 (i due Analitici, i Topici e gli Elenchi sofistici). Nel Basso Medioevo furono accorpate andando a costituire l'Organon.
Il De anima divenne disponibile nell'Europa cristiana a partire dalla metà del XII secolo. La prima traduzione, la cosiddetta translatio vetus si deve a Giacomo da Venezia. La seconda traduzione (translatio nova), eseguita sulla versione araba intorno al 1230, è accompagnata dalla traduzione del commento di Averroè alla metafisica aristotelica; autore della traduzione è generalmente considerato Michele Scoto. Nel 1266-67 la translatio vetus di Giacomo da Venezia fu rivista su manoscritti greci da Guglielmo di Moerbeke (la cosiddetta recensio nova). La recensio nova fu la traduzione di gran lunga la più letta nel Basso Medioevo del De anima aristotelico. Il De anima divenne parte del curriculum degli studi filosofici della maggioranza delle università medievali e fu ampiamente commentato nell'Europa cristiana, specialmente nel periodo compreso tra il 1260 ed il 1360.